# Antimilitarismus-Information
Antimilitarismus-Information (abgekürzt ami) war eine Zeitschrift, die von 1971 bis 2003 in München und Berlin erschien.
Die Zeitschrift wurde 1971 von Studenten der LMU in München sowie der Frankfurter Johann Wolfgang Goethe-Universität (unter anderem Christian Wellmann und Hanne-Margret Birckenbach) gegründet, nach kurzer Zeit erfolgte der Umzug nach West-Berlin. Herausgeber war der „Verein für friedenspolitische Publizistik e. V.“, die Redakteure waren großenteils Studierende am Otto-Suhr-Institut. Die ami enthielt wissenschaftliche Beiträge und Rezensionen aus dem Bereich der Friedensforschung sowie einen Überblick zum aktuellen Geschehen in den Bereichen Kriege, Rüstung etc.
In den frühen 1980er Jahren wurden ca. 3500 Exemplare jeder Ausgabe verkauft, die Auflage sank auf zuletzt rund 900. Im Jahr 2003 wurde die Zeitschrift eingestellt.